# پیلیگا، نیو ساوت ولز
پیلیگا (به انگلیسی: Pilliga) یک شهرک در استرالیا است که در نیو ساوت ولز واقع شده‌است.